# Wołowicze
Wołowicze (lit. Valavičiai) – osada na Litwie, na Suwalszczyźnie, w rejonie mariampolskim w okręgu mariampolskim. W pobliżu wsi przebiega trasa europejska E67.
Za Królestwa Polskiego przynależała administracyjnie do gminy Karkliny w powiecie wyłkowyskim.